# شومت
شومت (انگلیسی: Chaumet) شرکت کالای لوکس فرانسوی است، که در سال ۱۷۸۰ تأسیس شد.